# Apolipoprotein H
Apolipoprotein H, skraćeno Apo-H (ranije znan pod nazivom β2-glikoprotein I, beta-2 glikoprotein I) je multifunkcionalni protein u tijelu čovjeka, s još ne do kraja istraženom ulogom.
Apo-H veže se za kardiolipin, te oba spoja kada su povezana znatno mijenjaju svoju strukturu. Apo-H ima i složenu ulogu u procesu aglutinacije. Čini se da mijenja ADP-om posredovanu aglutinaciju trombocita. U normalnim uvjetima Apo-H ima antikoagulantu ulogu (tako što inhibira koagulacijske faktore), ali promjene u krvnim faktorima uzrokuje obratnu aktivnost. 
Naime čini se da Apo-H inhibira otpuštanje serotonina iz trombocita i tako prevenira nadolazeće valove ADP-om inducirane agregacije. Aktivnost Apo-H je u vezivanju aglutinirajućeg, negativno nabijenog spoja, i inhibiranja aglutinacije kontaktnom aktivacijom unutarnjeg puta zgrušavanja krvi.
Apo-H inhibira stvaranje faktora Xa u prisustvu trombocita, te inhibira aktivaciju faktora XIIa. Apo-H inhibira aktivaciju proteina C, dok na aktivirani protein C ne djeluje. 
U antifosfolipidnom sindromu, aktivnost antikardiolipinskih antitijela zahtjeva apo-H. U autoimunim bolestima, anti-apolipoproteinska protutijela, vežu se na apo-H te mijenjeju njegovu aktivnost. 